# NGC 1942
NGC 1942 في الفهرس العام الجديد، هو عنقود مغلق، يقع في كوكبة أبو سيف (كوكبة). اكتشف في 30 نوفمبر 1834 . بواسطة جون هيرشل .

## روابط خارجية
- NGC 1942 على موقع ويكي سكاي: DSS2, SDSS, GALEX, IRAS, Hydrogen α, X-Ray, Astrophoto, Sky Map, Articles and images